# Allotruxalis
Allotruxalis is een geslacht van rechtvleugeligen uit de familie veldsprinkhanen (Acrididae). De wetenschappelijke naam van dit geslacht is voor het eerst geldig gepubliceerd in 1944 door Rehn.

## Soorten
Het geslacht Allotruxalis  is monotypisch en omvat slechts de volgende soort:
- Allotruxalis gracilis (Giglio-Tos, 1897)